# 台湾鉄路管理局EMU700型電車
EMU700型電車（EMU700がたでんしゃ）は、台湾鉄路管理局（現台湾鉄路公司）で運用されている交流電車である。台鉄が採用した“RAMS”すなわち信頼性（Reliability）、利便性（Availability）、整備性（Maintainability）、システムの安全性（System Safety）に基づき、環境保護を考慮した初めての鉄道車両である。本形式は区間車の運賃で乗車できる「區間快車」と一部の「區間車」に充当される。

## 概要
本形式は台湾高鐵700T型や台鉄のTEMU1000型（「太魯閣号」）に引き続き台湾の鉄道事業者が日本より導入した電車である。台鉄では台鉄捷運化による輸送量の増加に対応して本形式を導入した。最初の3編成（701F～703F）は日本車輌製造にて落成したが、704F以降は日本からの技術移転を受けて台湾車輌で内製する。

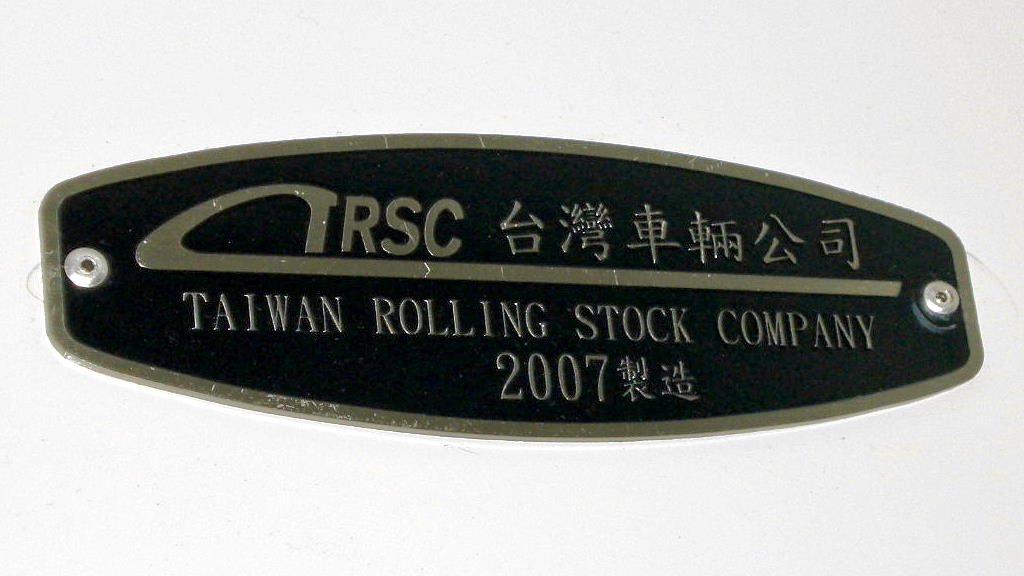
台湾車輌の車内銘板

本形式は台湾で最初に全て内製された（電装品を含む）電車であり、先頭車前面は長年採用されていた正面貫通型三枚窓から非貫通型一枚窓になり、運転室から広い視野を確保できるように改められている。運転台には二つの液晶画面がありTCMS（列車制御および監視システム)用とATP用に分かれており、デジタル化されたシステムにより列車の状況を簡単に把握することができる。正面非貫通型とされたことから8両固定編成で運用される。701F～703Fの出場時の車体塗装は正面が青と黒の二色、側面は銀色地に従来の通勤形電車と同じ青と白の帯とされていたが、台湾製の704Fが2007年（民国96年）6月8日に公開された後に橙色が新塗装として追加されたほか、正面窓の周囲が銀色に改められており、先に納入された3編成も随時改められている。車内の座席は台北捷運と同様のセミクロスシートで、モケットの材質はさらに快適なものに改良されている。側窓には日よけとしてロールカーテンが設置され、客用扉上部には車内案内表示器が設置されている。本形式は新竹機務段（機関区）、嘉義機務段に配属され、2007年3月5日から7月5日まで性能試験を行い、8月29日から東西幹線を跨ぐ區間快車での運用を開始した。将来は台湾全土の電化区間にて運用される予定である。

## 特色

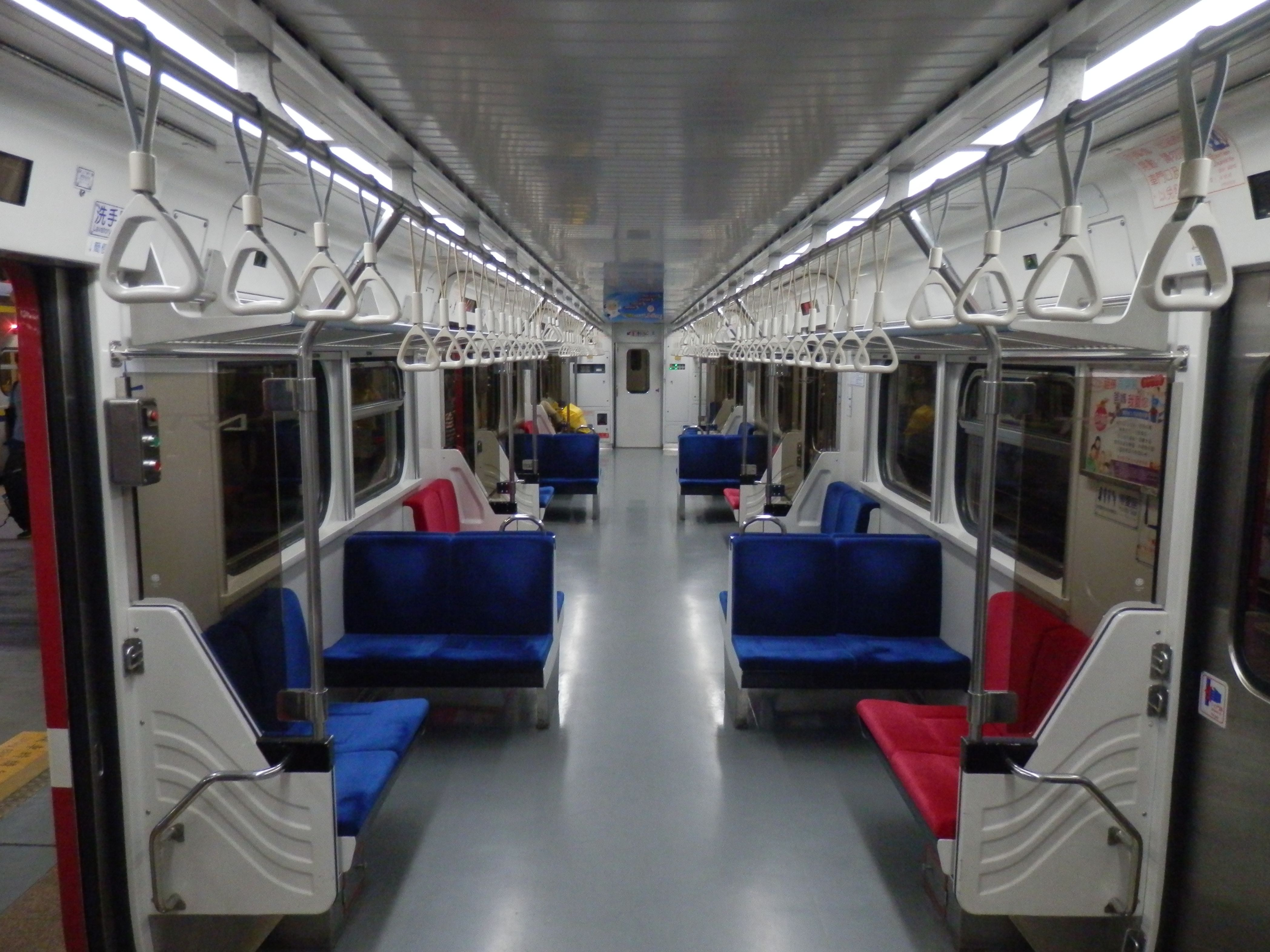
車内

1. 台北捷運の車両等と類似したLED式行先表示器・車内案内表示器：車両正面と側面、車内の客用扉上に表示器があり、車内から操作が可能である。したがって従来の行先標のように終着駅で取り替える必要はない。設置位置と機能は台北捷運とほぼ同じである。表示の内容は以下の通り。
  1. 車体：日車式ブロック工法による軽量ステンレス製で、側面は少し丸みがある。
  2. 車内：台北捷運と同様に三つの駅名（上段が中国語、下段が英語）が表示され進行方向が駅名の間の矢印で表示される。中央に表示された駅（次の停車駅）は赤、その他は緑で表示され、左側の駅名（前の停車駅）から中央の駅名に二個の矢印が水平移動する。列車が停車駅に近づくと中央の駅名が点滅し、到着すると「本站：○○（駅名）」となる。扉が開くと中央の駅名が左へ動き、先に述べたように繰り返す。また、30分毎に「現在時刻○○：○○」と表示される。
  3. 車両正面・側面：赤または緑で種別、路線、行先、行先の英語表記、列車番号の順で表示する。
2. 到着駅案内：停車駅と終点駅に近づくと、自動放送で北京語、英語、台湾語、客家語の順で停車駅名を放送し乗客に注意を促す。当初は、JR東日本の発車メロディーが、車内チャイムとして搭載されていた。（のちにオリジナルのメロディへ変更）
3. ドアチャイム：当初ドアの開閉前に中国語と英語で「ドアが開きます（閉まります）」とアナウンスが流れチャイムが鳴り（現在はドアの開閉前にチャイムが鳴り）、乗客が不意に開閉した扉に挟まれるのを防止する。
4. 安全装置付ドア：客用扉は圧搾空気式で素早く開閉ができるほか、台北捷運と同様の安全装置を取り付け開閉時に乗客や物を挟み込んで、怪我をしたり物品を破損しないようにしている。
5. 防音車体：EMU600型と同レベルの電装品（電力回生装置、クーラーユニット等）に加えて車体の防音処理により、走行時でも乗客には僅かな空調の作動音と走行音しか聴こえない。
6. 車内照明：本形式では車体両側近くにそれぞれ独立した灯具に取り付けられていて、台北捷運に近い配置になっている。また空調吹出し口は照明の上方両側にある。
7. 緊急通話装置：列車運行中に緊急事態が発生したり異常を発見した際（すぐに危険がおよぶ場合）にボタンを押し直接運転室の乗務員に連絡し、処理を行うことができる。これにより車掌を探し出せずに被害が拡大することを防ぐ。

### ノンステップ改造
| 車内の段差が埋められた様子（2017年） |  | 改造前のドアまわり |
| 車内の段差が埋められた様子（2017年） |  | 改造前のドアまわり |

台鉄のノンステップ化事業で全編成が2016年内に段差を埋める更新を完了した。事業は仕佳興業公司が担当した。

## 運用

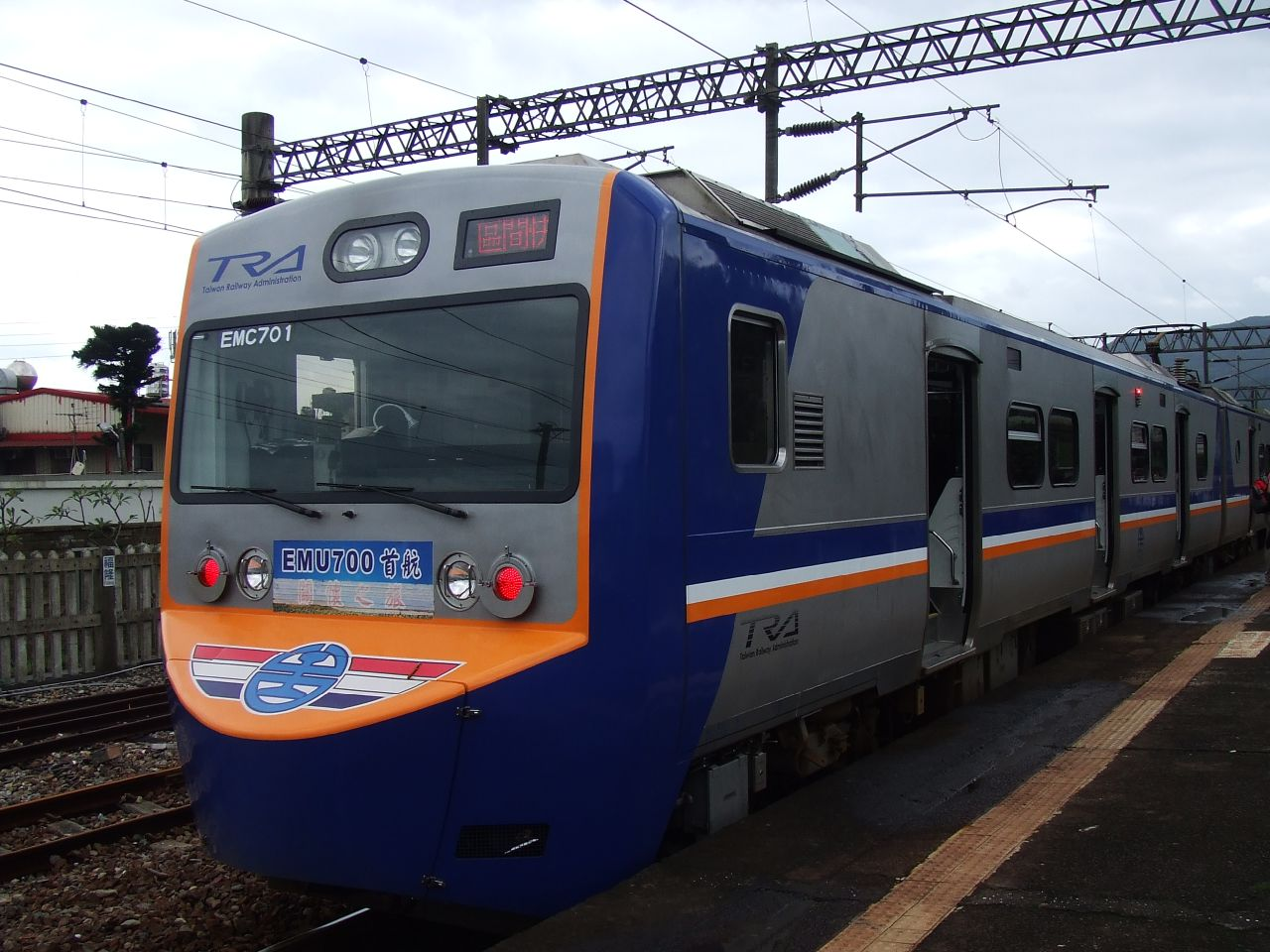
福隆駅に停車中の日本車輌製701F

試験運転終了後、新竹機務段と嘉義機務段に配置され、160両（8両編成20本）の投入により台鉄の車両不足という窮状を打破し、通勤電車のレベルアップを図る。また東部幹線にも投入され、「太魯閣号」とあわせて高速バスへの需要流出が目立つ宜蘭地区の乗客を回復させる目的もある。
2010年12月22日にダイヤ改正が実施され、基隆～苗栗間などで區間車の増発が行われた。それに伴って縦貫線北段や宜蘭線での區間快車がなくなり、EMU700の運用にも変更が生じた。改正前は列車番号が3xxxの區間快車や區間車に充当されていたが、改正後は列車番号が3xxxの區間車に加えて2xxxの區間車にも多く充当されている。ただし例外もあり、縦貫線南段などの区間では列車番号が3xxxの區間車であってもEMU500などで運行される場合がある。また、今回のダイヤ改正で嘉義機務段に配置されていた56両全てが新竹機務段へ転属となり、運用体系が全体的に変わった。
現在、西部幹線の基隆～屏東間および東部幹線の電化区間の區間車に充当されているが、改正前に存在した北廻線の蘇澳新～花蓮間での運用は、春節など年間行事の際の臨時ダイヤを除いては原則としてなくなった。

## 編成
|          | EMU700← (逆行) 屏東・高雄・台中・新竹七堵・基隆・宜蘭・蘇澳 (順行) → |                |             |             |             |             |                |               |
| 号車     | 1                                                                    | 2              | 3           | 4           | 5           | 6           | 7              | 8             |
| 形式     | 45EMC700 (Mc)                                                        | ＜ 45EP700 (T) | 40ET700 (T) | 45EM700 (M) | 45EM700 (M) | 40ET700 (T) | ＞ 45EP700 (T) | 45EMC700 (Mc) |
| 搭載機器 | VVVF,Rc                                                              | Mtr,VCB        | SIV,CP      | VVVF,Rc     | VVVF,Rc     | SIV,CP      | Mtr,VCB        | VVVF,Rc       |
| 車両重量 | 40.8t                                                                | 40.4t          | 36.5t       | 39.1t       | 39.1t       | 36.5t       | 40.4t          | 40.8t         |
| 定員     | 164人                                                                | 170人          | 174人       | 182人       | 182人       | 174人       | 170人          | 164人         |

凡例
- VVVF：主制御器（VVVFインバータ装置）
- Rc：コンバータ装置
- Mtr：主変圧器
- VCB：真空遮断器
- SIV：静止形インバータ
- CP：電動空気圧縮機

備考
- 8両固定編成だが、構造上はMc-T-T-Mの4両編成1ユニットで背中あわせに連結しているので前4両と後4両で編成番号が異なる。

編成図

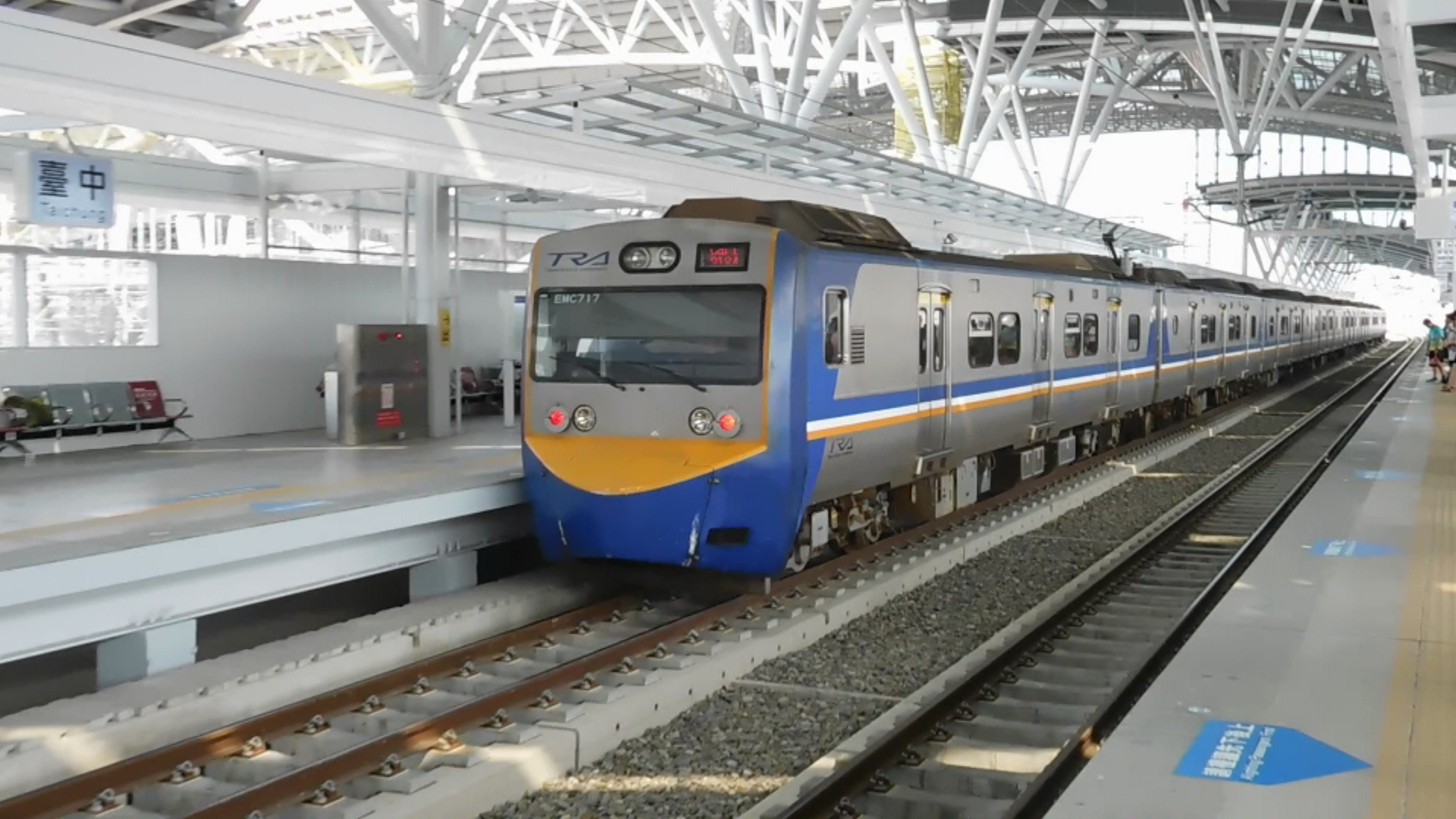
45EMC700（1号車）
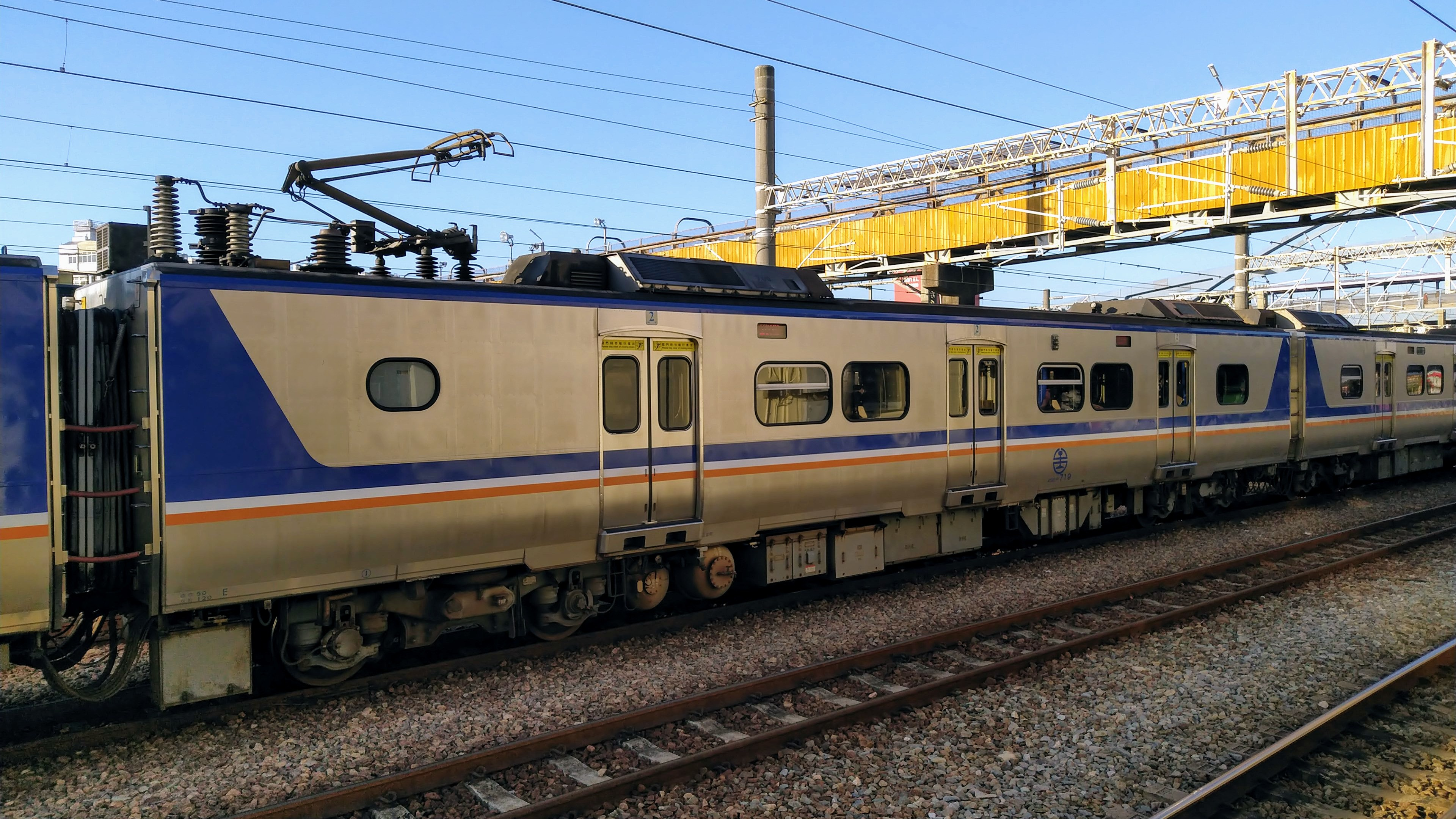
45EP700（2号車）
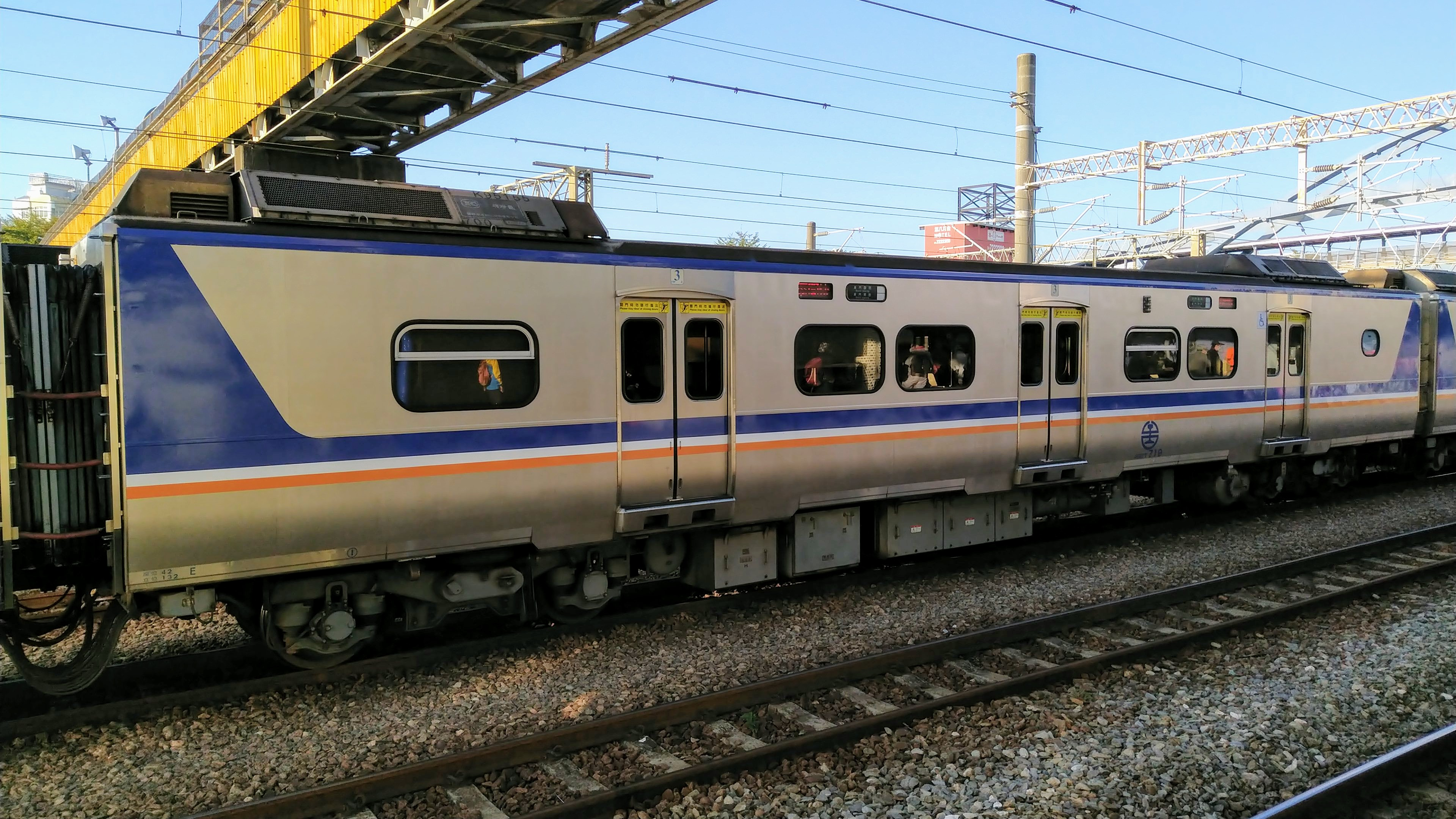
40ET700（3号車）
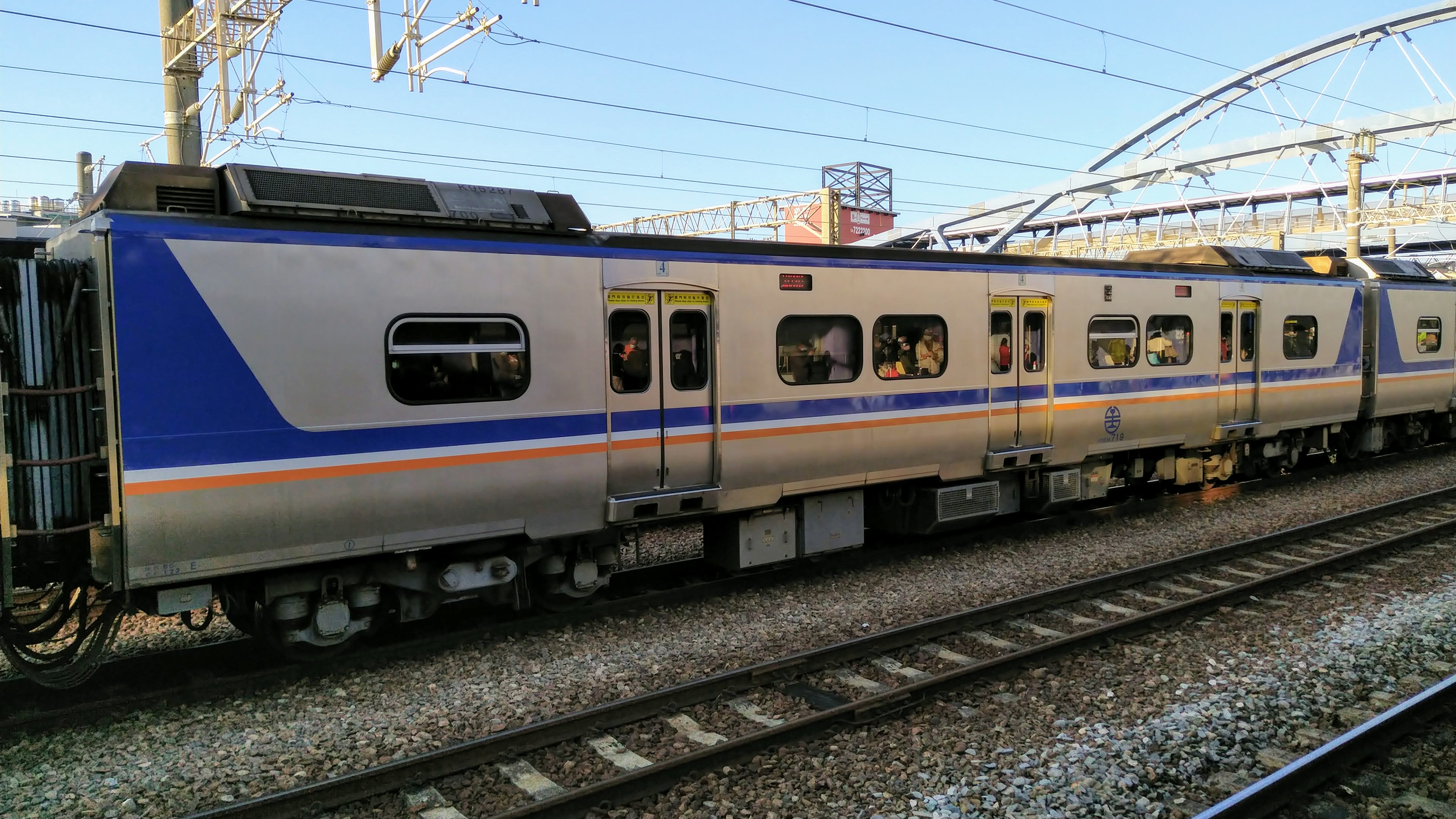
45EM900（4車）
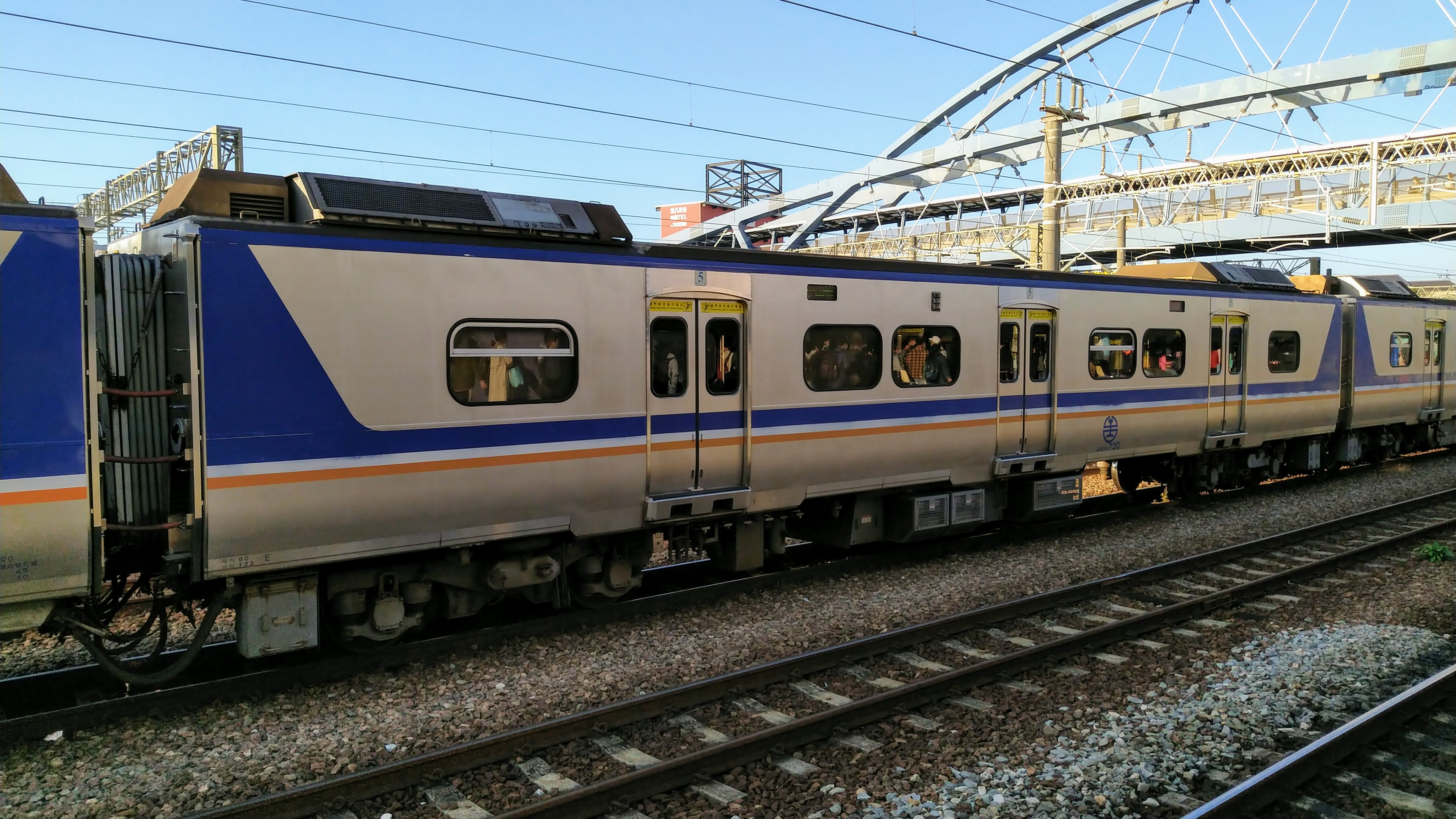
45EM700（5号車）
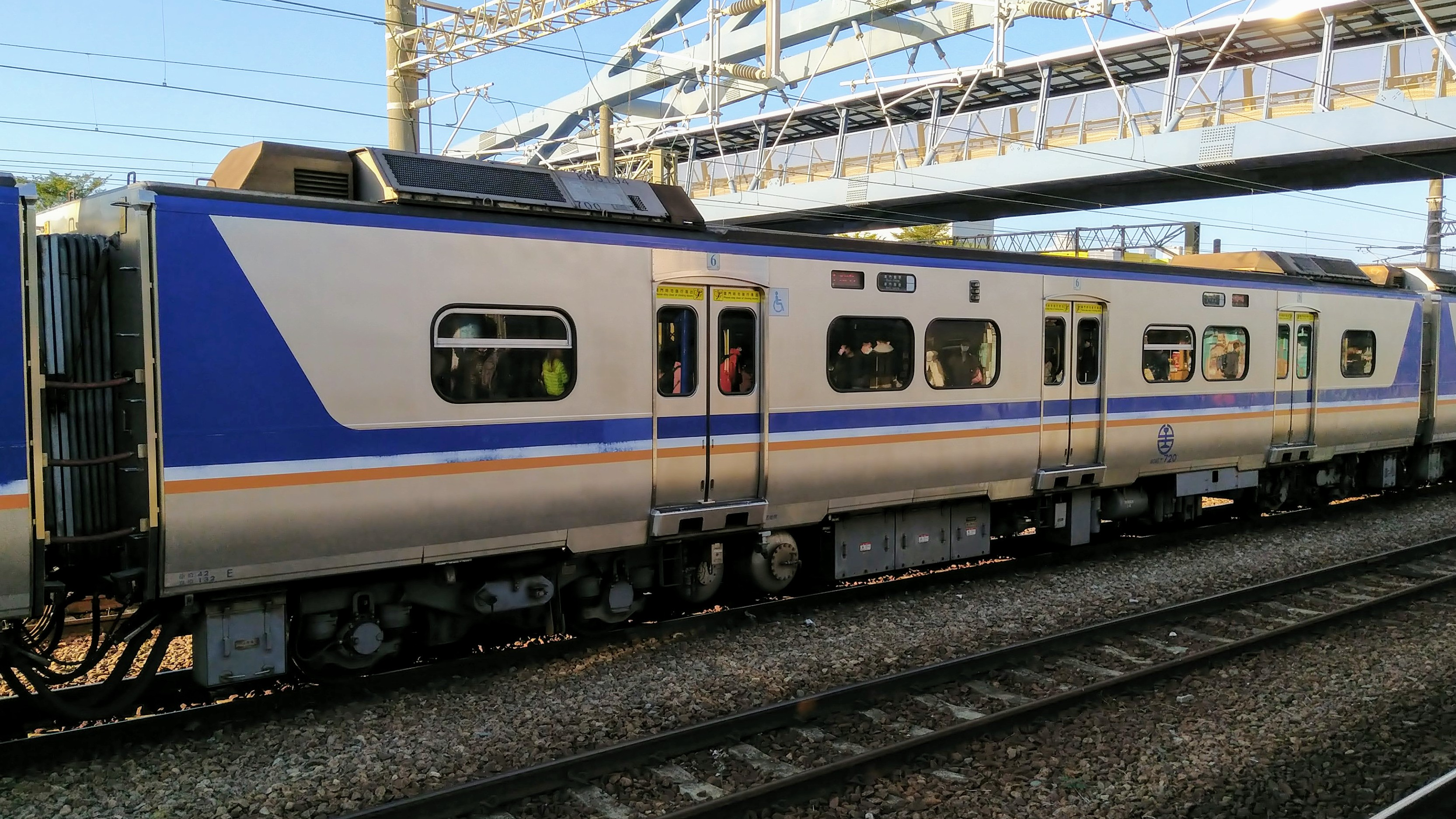
40ET700（6号車）
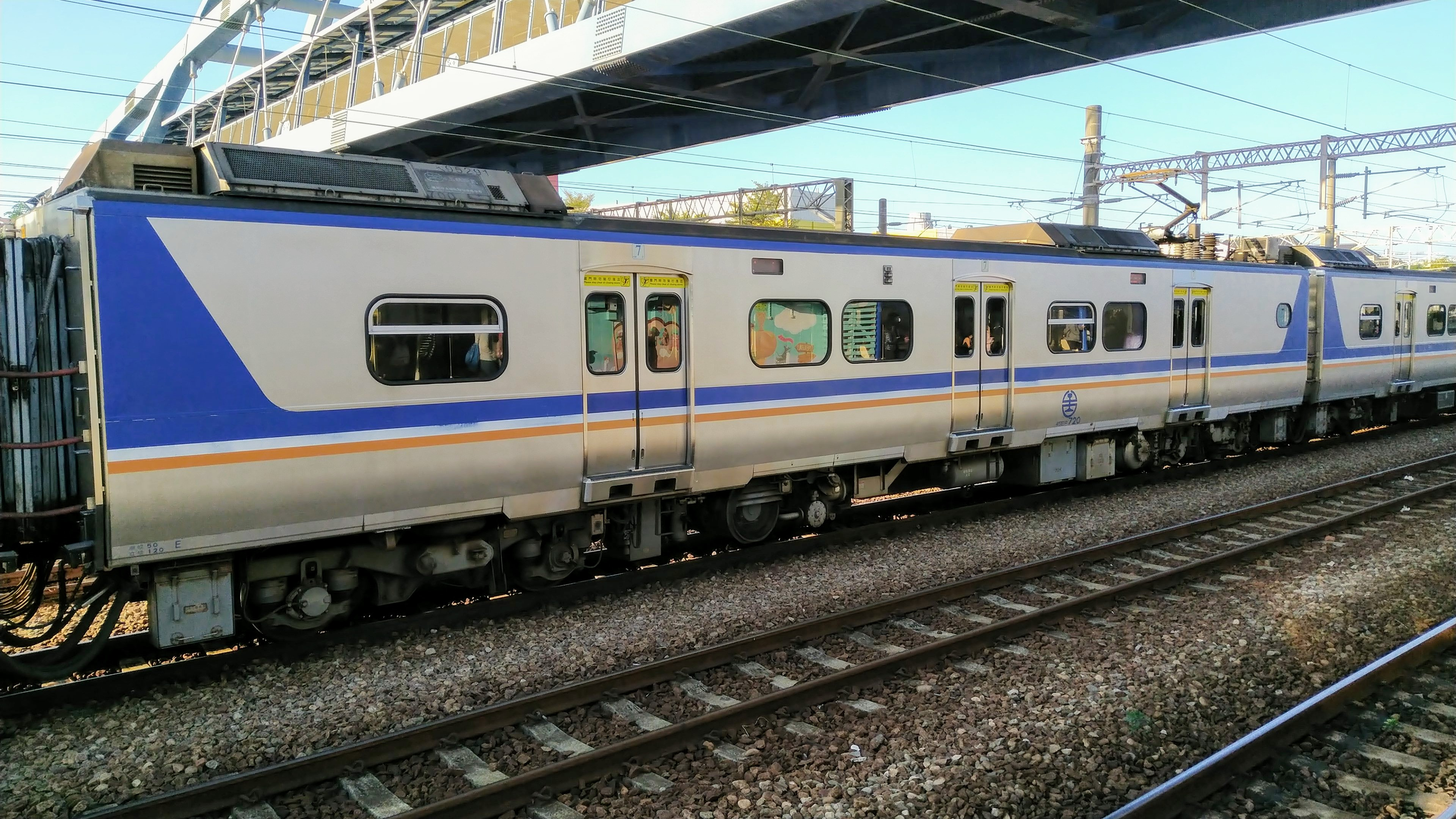
45EP700（7号車）
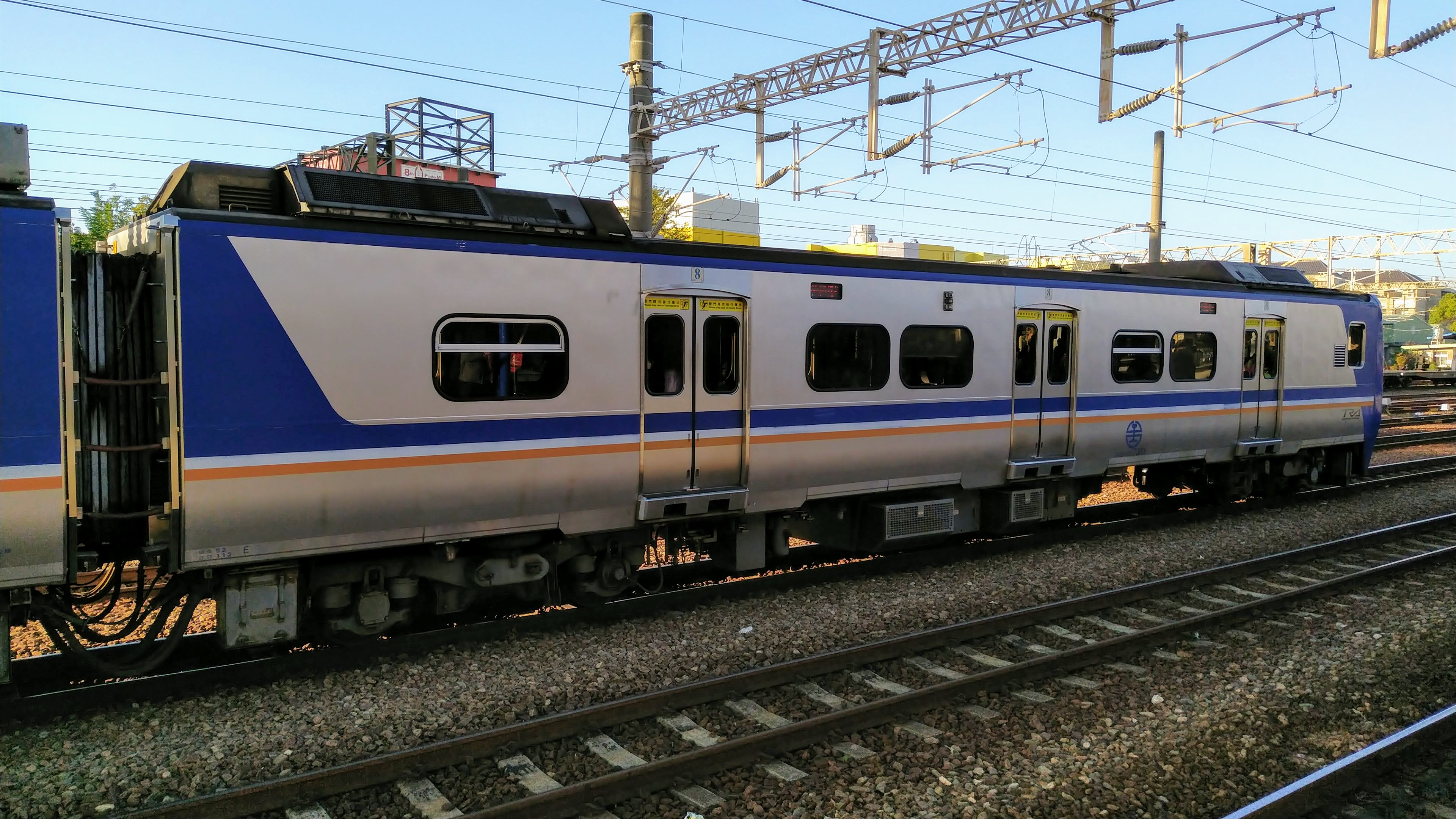
45EMC700（8号車）

## その他

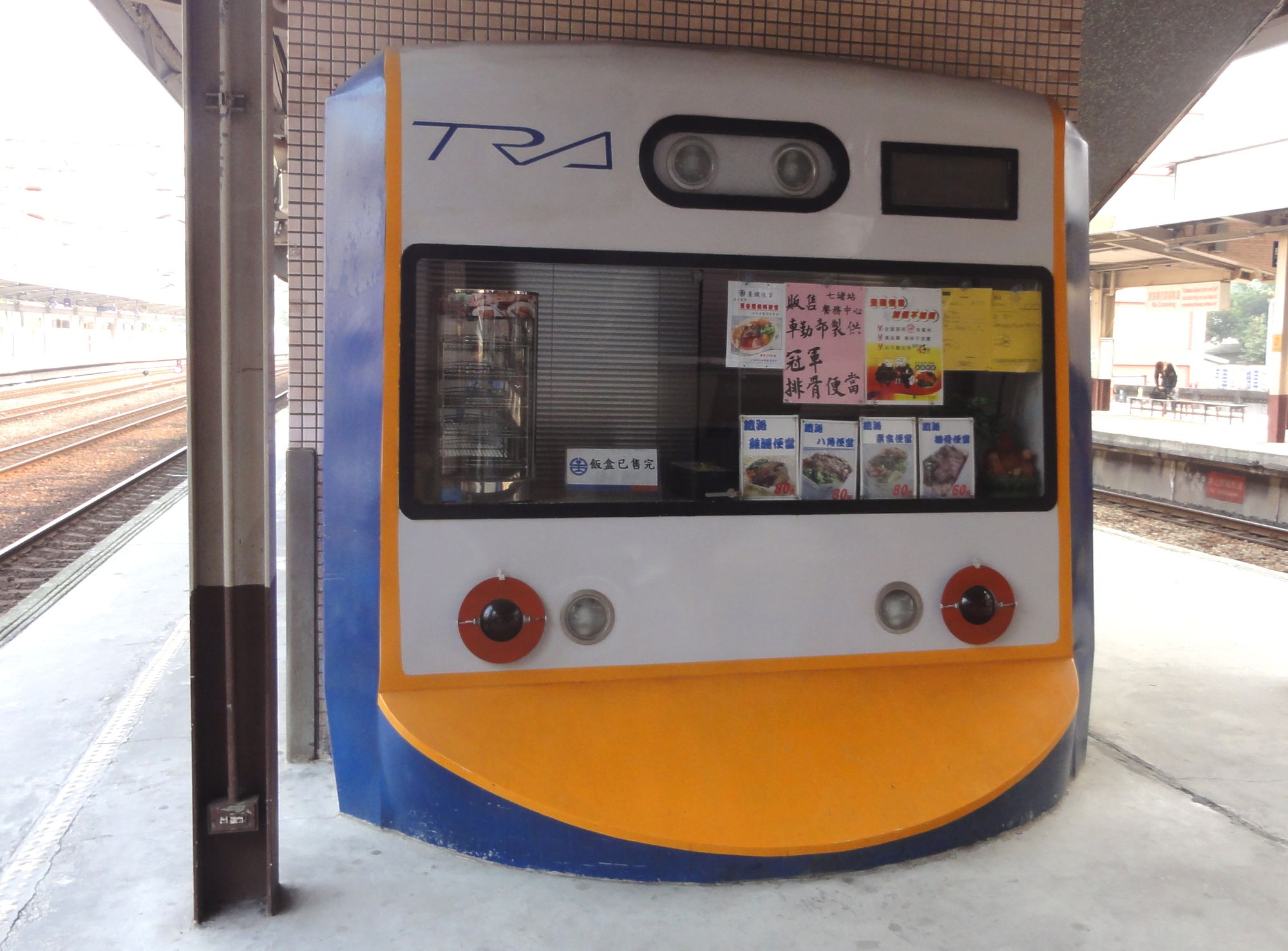
樹林駅第二ホームの弁当販売店

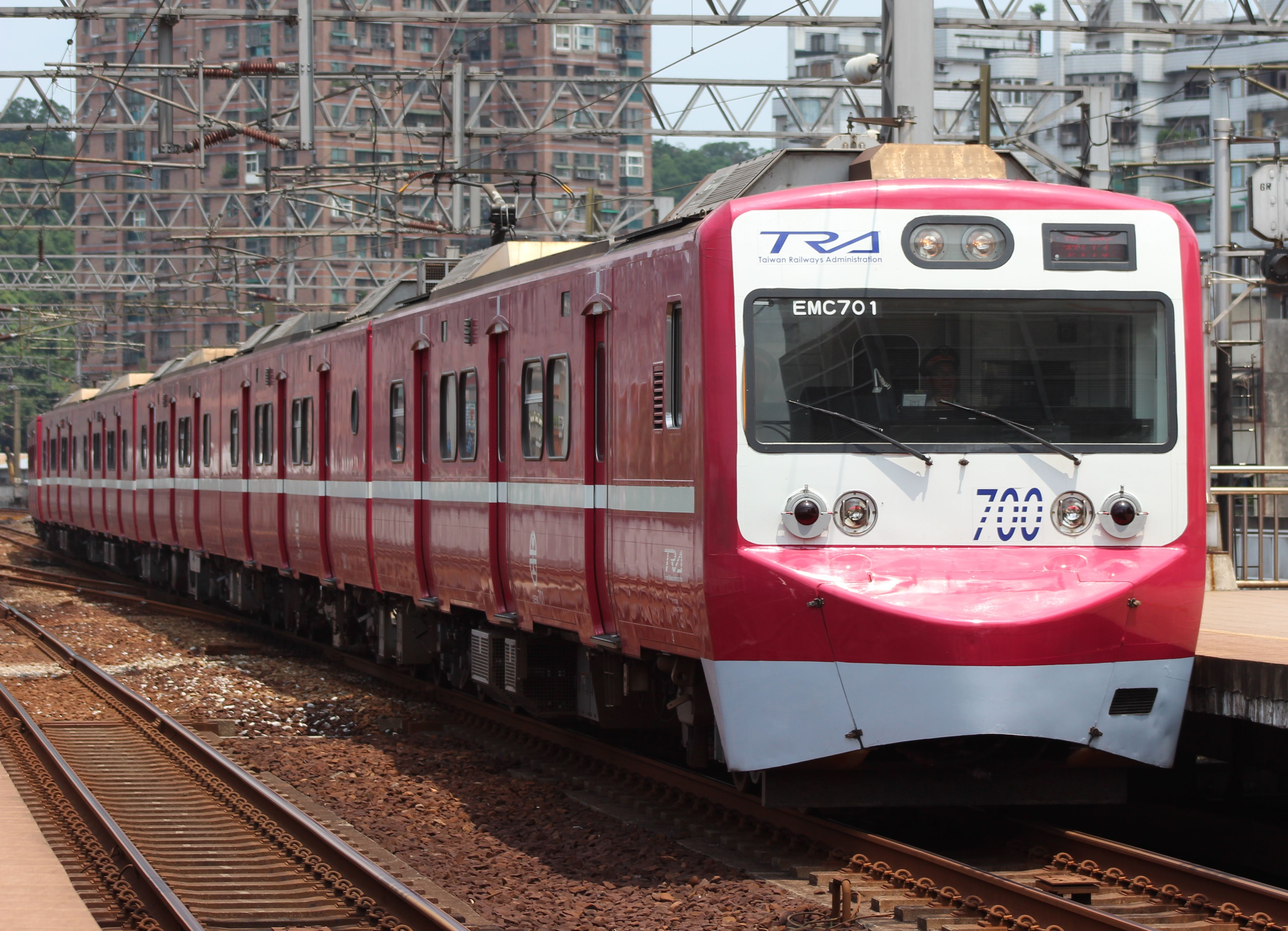
京急ラッピング仕様の区間車(2016年)

先頭車前面の特徴的な連結器カバーの形状が漫画『ドラえもん』の登場人物・骨川スネ夫（中国語名：小夫・阿福）の尖った口に似ていることから、台湾の鉄道ファンやマスコミの間では「小夫號・阿福號（スネ夫号）」と呼ばれている。また台北捷運の車両にも良く似ているため、「台鉄の捷運」とも言われている。
また、2007年12月に台鉄が日本の焼きうどん風の弁当の販売を開始し、包装紙にこの車両の画像が使われていたため、味付けも含めた意味で「阿福弁當（スネ夫弁当）」と呼ばれるようになった。
樹林駅第二ホームにEMU700型電車の前面をモデルにした弁当販売店がある。
後日、よりコンパクトな同モデルの移動式販売カートも登場し、同駅構内で稼働している。
2016年5月12日より同日の南港駅の一等駅再昇格と京急との提携1周年に合わせ、当形式第1編成が京急電車仕様のラッピングが施された（同年10月12日まで）。